# Gare de Berlin-Frohnau
La gare de Berlin-Frohnau est une gare ferroviaire à Berlin, sur la ligne de Berlin à Stralsund. Elle est située au centre du quartier de Frohnau.

## Situation ferroviaire
La gare est située sur la ligne de Berlin à Stralsund, entre les gares ouvertes de Berlin-Hermsdorf et de Hohen Neuendorf (s'intercale la gare fermée de Stolpe (de)).

## Histoire
La ligne de Berlin à Stralsund passe dès 1877 dans ce qui allait plus tard devenir la cité-jardin de Frohnau. Cette ligne passe en double voie en 1891. La gare actuelle avec la plate-forme basse est construite entre 1908 et 1910 d'après les plans des architectes Gustav Hart et Alfred Lesser (de). Un pont routier au-dessus des voies est construit en 1909 et la gare ouvre le 1er mai 1910. En avril 1925, les trains électriques partent de la gare vers Oranienbourg, à côté des trains à vapeur.
Après 1945, la partie de Wilhelmsruh à Birkenwerder (de) est réduite à une voie pour les trains de la S-Bahn et régionaux. En 1948, les trains passent de Waidmannslust à Frohnau passent de toutes les heures à toutes les vingt minutes.
Avec la construction du mur de Berlin en 1961, le trafic est interrompu entre Frohnau et Hohen Neuendorf. Malgré la diminution du nombre de passagers au moment du boycott de 1980 (de), le trafic vers la gare du Nord est maintenu. La desserte s'arrête cependant en 1984 après l'acquisition des droits d'exploitation par la BVG le 9 janvier 1984. Le trafic reprend d'octobre 1984 à mai 1986, cependant la deuxième voie est entièrement restaurée jusqu'au 22 décembre 1986.
Après la réunification allemande, la ligne rouvre vers Hohen Neuendorf, d'abord sur une voie, l'autre est reconstruite. Le 31 mai 1992, la nouvelle voie permet d'aller à Oranienbourg. En 2010, le bâtiment de la gare est rénové dans le cadre du plan de relance fédéral, et la consommation d'énergie est réduite de 41 %.

## Service des voyageurs

### Desserte
La gare est desservie par les trains de la ligne 1 du S-Bahn de Berlin, à raison d'un train toutes les dix minutes en journée, d'un train toutes les vingt minutes le matin et en soirée, et d'un train toutes les trente minutes le week-end lors du service de nuit. Elle est le terminus de certains trains de la ligne.
Elle est également un des terminus de la ligne 85 et est desservie, de 5 h 30 à 19 h 45 en semaine, à hauteur d'un train toutes les vingt minutes.

### Intermodalité
La gare est en correspondance avec les lignes d'omnibus 220, 125 et N20.